# Landkreis Helmstedt
Helmstedt er en Landkreis i den østlige del af den tyske delstat Niedersachsen med administrationen beliggende i byen Helmstedt. Den grænser til (med uret fra vest) Landkreis Wolfenbüttel, byen Braunschweig, Landkreis Gifhorn, byen Wolfsburg og delstaten Sachsen-Anhalt (Landkreisene Börde og Harz).

## Geografi
Landskabet er præget af højdedragene Elm mod vest og det skovklædte Lappwald mod øst. Store dele af landkreisen er en del af Naturpark Elm-Lappwald.

## Byer og kommuner
Kreisen havde 91307  indbyggere pr.  2018-12-31

| Byer | Samtgemeinden | Samtgemeinden |
| --- | --- | ------------- |
| 1. Helmstedt, administrationsby, selbständige Gemeinde (25728) 2. Königslutter am Elm, by (15704) 3. Lehre (12135) 4. Schöningen, by (11306) Kommunefri områder (ubeboede) 1. Brunsleberfeld (4,09 km²) 2. Helmstedt (18,56 km²) 3. Königslutter (8,90 km²) 4. Mariental (15,81 km²) 5. Schöningen (11,92 km²) | - 1. Samtgemeinde Grasleben (4387) 1. Grasleben * (2369) 2. Mariental (839) 3. Querenhorst (482) 4. Rennau (697) - 2. Samtgemeinde Heeseberg (3776) 1. Beierstedt (371) 2. Gevensleben (646) 3. Jerxheim * (1129) 4. Söllingen (1630) - 3. Samtgemeinde Nord-Elm (5557) 1. Frellstedt (789) 2. Räbke (682) 3. Süpplingen * (1698) 4. Süpplingenburg (642) 5. Warberg (808) 6. Wolsdorf (938) - 4. Samtgemeinde Velpke (12714) 1. Bahrdorf (1824) 2. Danndorf (2404) 3. Grafhorst (1044) 4. Groß Twülpstedt (2639) 5. Velpke * (4803) 1Administrationsby for samtgemeinde |               |